# 8059 Deliyannis
8059 Deliyannis è un asteroide della fascia principale. Scoperto nel 1957, presenta un'orbita caratterizzata da un semiasse maggiore pari a 2,6373819 UA e da un'eccentricità di 0,1368439, inclinata di 14,08325° rispetto all'eclittica.